# Digitale revolutie

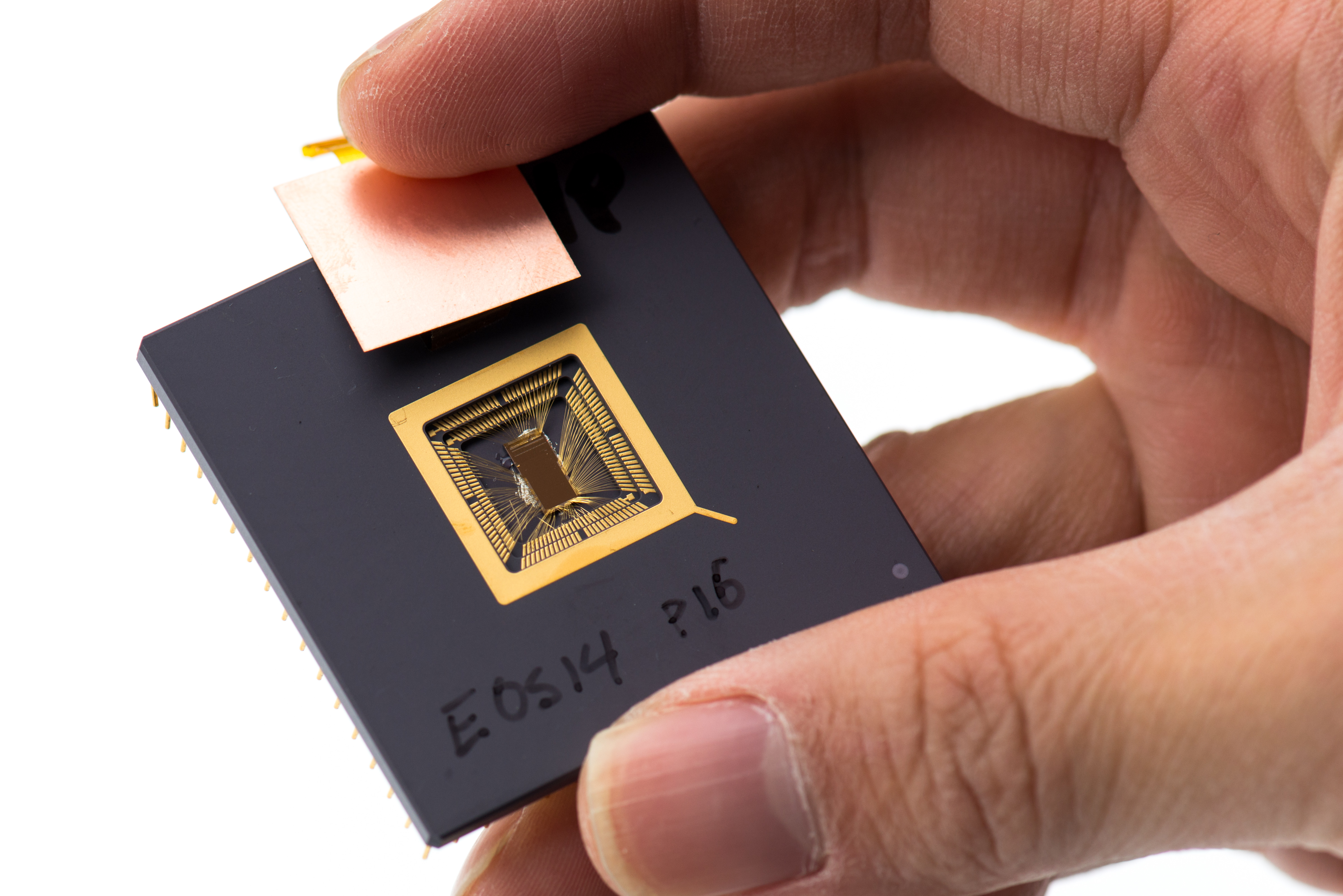
Een microprocessor

De digitale revolutie is de verschuiving van mechanische en analoge elektronische technologie naar digitale technologie en computertechnologie. De digitale revolutie heeft sinds het begin van de 21e eeuw bijna alle gebieden van het leven getransformeerd en heeft geleid tot een digitale wereld, net zoals de industriële revolutie 200 jaar eerder leidde tot de industriële samenleving.
Analoog aan de agrarische revolutie en industriële revolutie markeerde de digitale revolutie het begin van het informatietijdperk. De veranderingen in de economische en werkende wereld, in het openbare en privéleven, die gepaard gaan met de digitale revolutie, vinden plaats op hoge snelheid overal waar de materiële vereisten bestaan voor toepassingen en gebruiksmogelijkheden voor progressieve digitalisering. Toepassingsgebieden en ontwikkelingspotentieel van kunstmatige intelligentie behoren tot de trends en toekomstige open vragen van de digitale revolutie.
Centraal in deze revolutie staat het wijdverbreide gebruik van digitale apparatuur en technologieën, waaronder computers, microprocessors, smartphones en internet. Deze technologische ontwikkeling heeft veel productie- en bedrijfstechnieken getransformeerd, maar ook communicatiegedrag, socialisatieprocessen en taalcultuur.

## Technisch aspect
De basis van de digitale revolutie is de microchip (geïntegreerde schakeling), die onder andere de invoering mogelijk maakte van flexibele automatisering in productie- en netwerkcomputers om internet te bouwen. Samen met de automatisering is er een trend geweest om werkprocessen te stroomlijnen via elektronische gegevensverwerking. Sinds de jaren 1980 worden computers niet alleen gebruikt in werk en onderzoek, maar in toenemende mate in de particuliere sector. Grafische gebruikersinterfaces en de computermuis, geavanceerde besturingssystemen, softwareontwikkeling en computerspellen hebben de gebruiksmogelijkheden en de kring van gebruikers van de nieuwe technologie uitgebreid, die nu ook in geminiaturiseerde vorm wordt gebruikt in een smartphone of stick-pc.

## Sociaal-economische impact

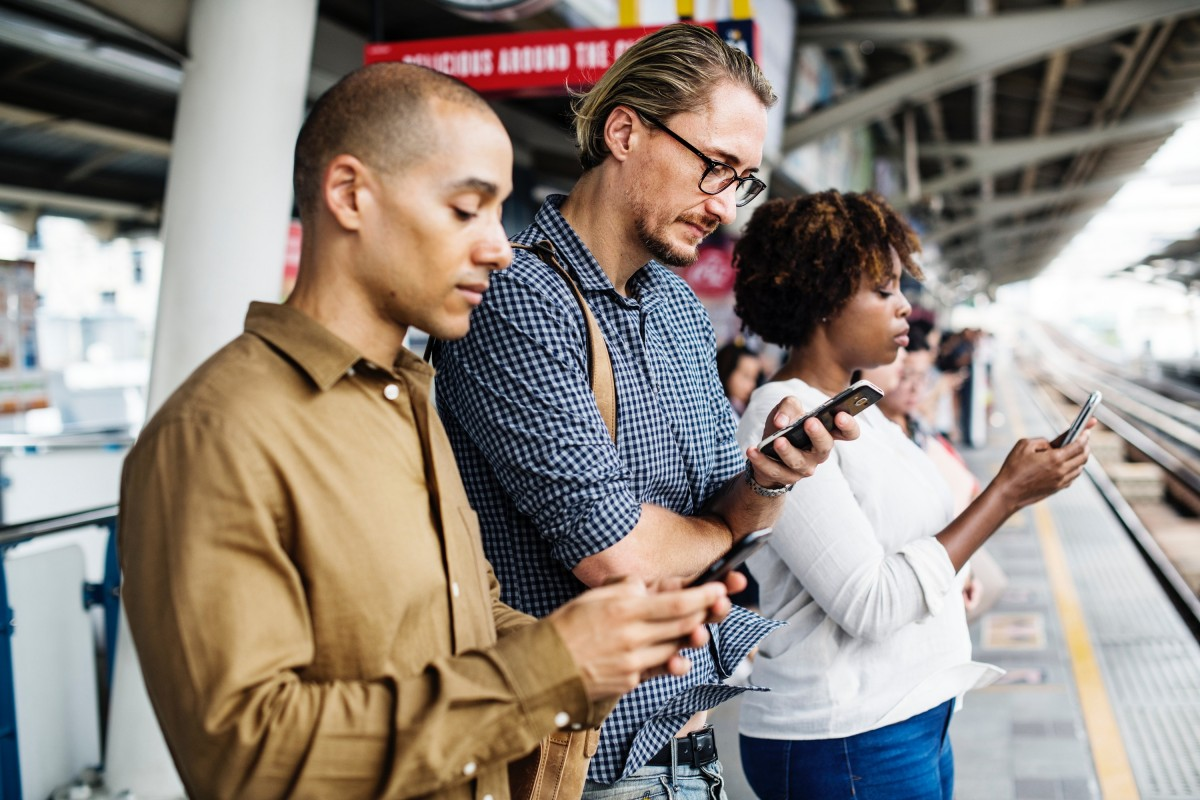
Smartphone-gebruik

Positieve aspecten van de digitale revolutie zijn de verbondenheid, laagdrempelige communicatie, en de hoeveelheid vrij toegankelijke en beschikbare informatie. De economische impact van de digitale revolutie is groot. Zonder het wereldwijde web (www) zouden globalisatie en outsourcing lang niet zo haalbaar zijn als tegenwoordig. De digitale revolutie heeft de productiviteit van bedrijven aanzienlijk vergroot.
Negatieve effecten zijn informatiestress, internetcriminaliteit, en het eenvoudiger verspreiden van nepnieuws. Doordat veel diensten en producten via het internet zijn te verkrijgen, en men daardoor de woning niet meer uit hoeft, kan het leiden tot vormen van sociale isolatie. Ook het computer- en internetgebruik voor privé-zaken binnen werktijd heeft gezorgd voor een afname van productiviteit.

## Digitale ontwikkeling

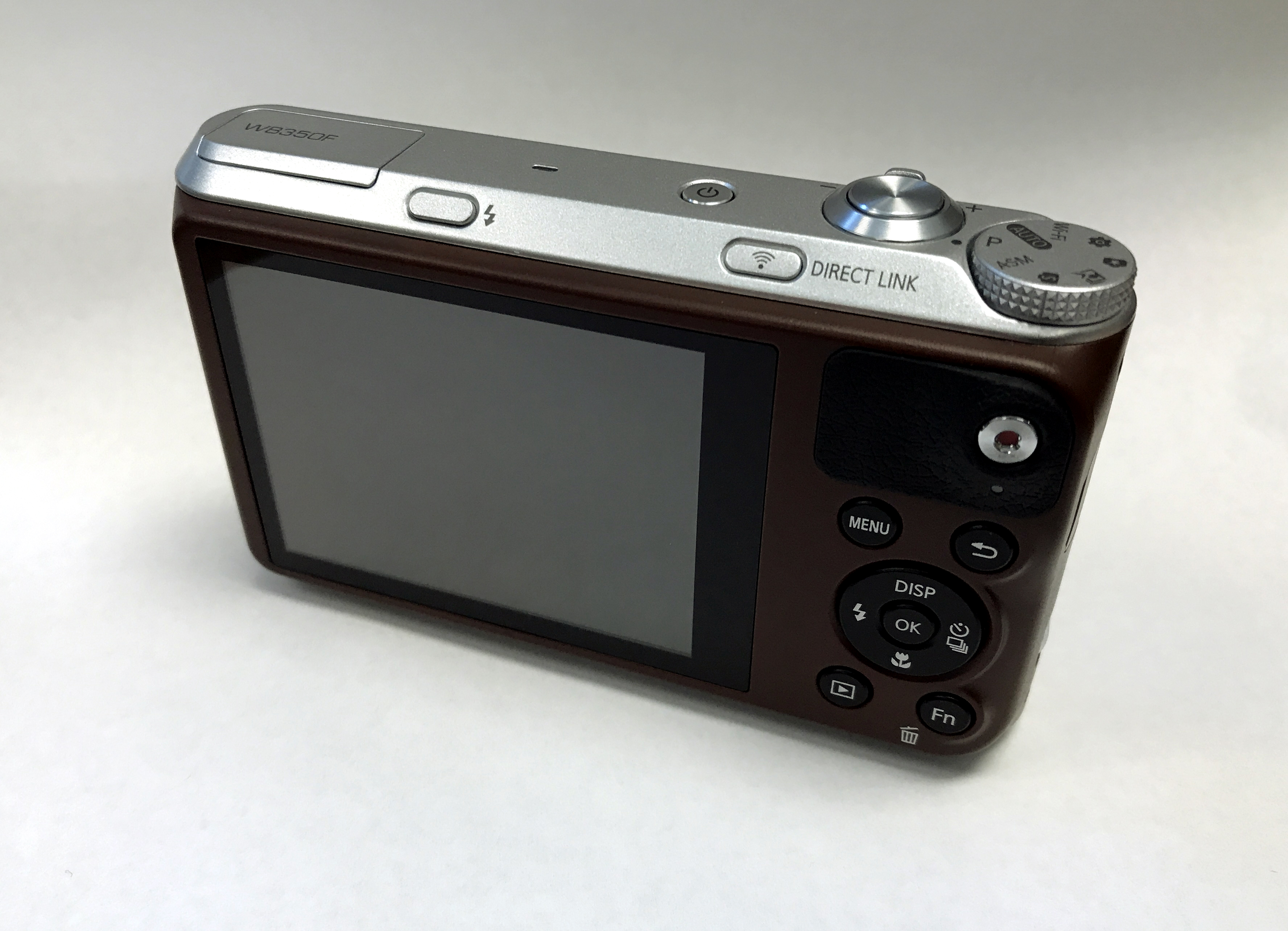
Digitale camera

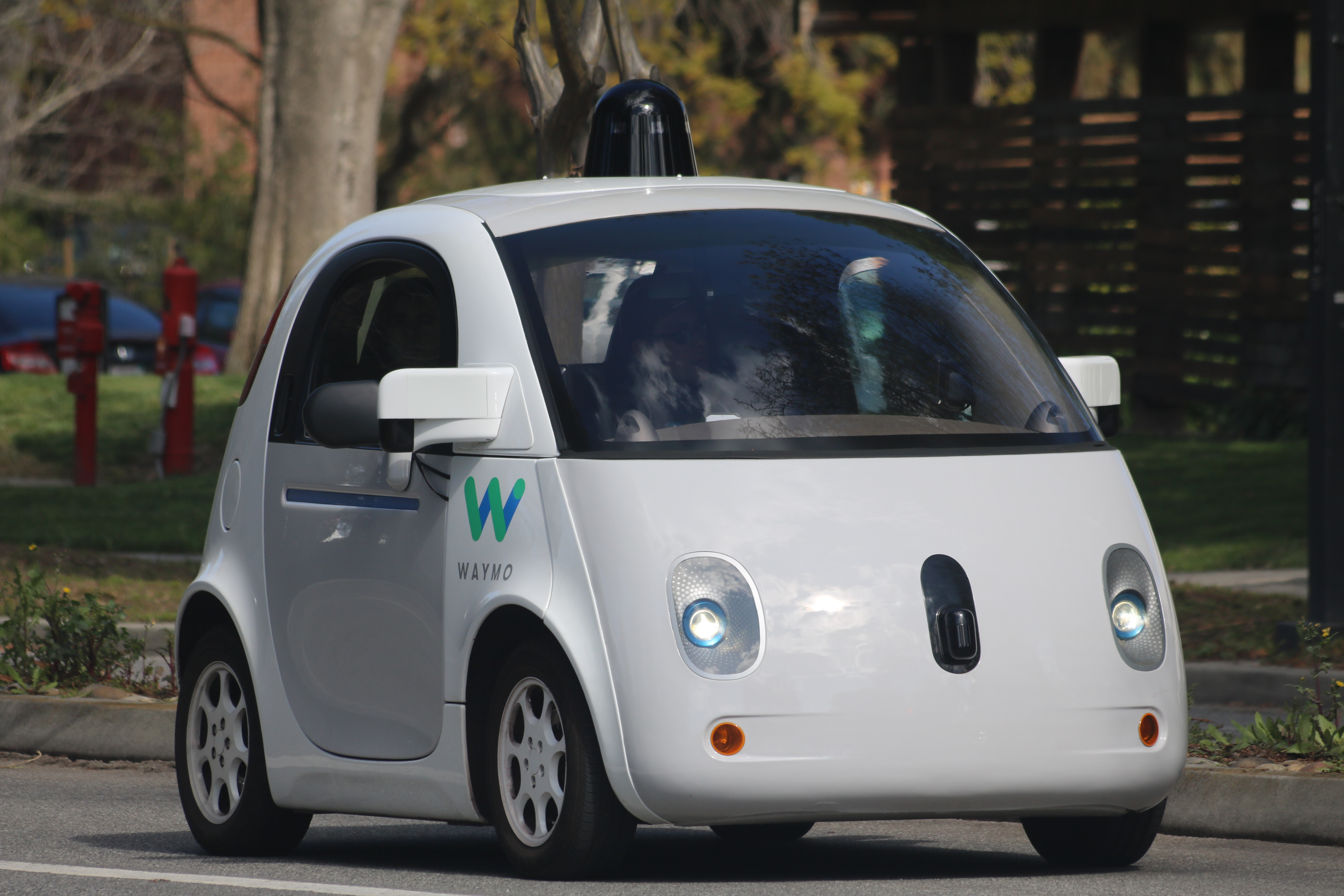
Zelfrijdende auto

Het uitgangspunt voor de digitale ontwikkeling was de Turingmachine en de daaropvolgende rekenmachines in de jaren veertig.
In de jaren 80 werden het GPS-systeem, de cd en beeldvormend medisch onderzoek toegevoegd. In de jaren 90 de mobiele telefoon, de robot, het internet, de dvd en computeranimaties, vooral voor simulatie en filmtechniek.
De ontwikkelingen werden in de jaren nul gevolgd door de digitale camera, digitale videocamera, digitale televisie, digitale radio, routenavigatiesysteem, RFID, drones en zelfrijdende auto's.
Vanaf 2008 werden steeds meer dagelijkse activiteiten gedigitaliseerd met een mobiele app. Deze omvatten onder andere aankoop-, boekings-, betalings-, reserverings- en evaluatieprocessen, en assistentie bij navigatie. Vanaf midden jaren 2010 kwamen activiteitstrackers en smartwatches in opkomst voor het meten en bijhouden van gezondheid en beweging.

## Toekomstverwachting
Sommige toekomstige projecties van de digitale revolutie omvatten de verwachting van een technologische singulariteit, een ontwikkelingsfase waarin kunstmatige intelligentie in staat zou zijn om op eigen kracht technologische vooruitgang te produceren.

## Zorgen
Historisch gezien is er veel bekend geworden van de menselijke geschiedenis via fysieke voorwerpen die zijn gevonden of bewaard gebleven, zoals geschreven documenten. Digitale informatie kan eenvoudig worden gecreëerd, maar ook makkelijk worden gewijzigd of gewist. Door digitaal rechtenbeheer en kopieerbeveiligingen is het in de toekomst zelfs mogelijk dat oudere gegevens niet meer zijn op te vragen, ook wel digital dark age, omdat deze niet overgezet kunnen worden naar moderne systemen.
Ondanks dat er veel voordelen zijn aan de digitale revolutie, met name in de toegankelijkheid van informatie, is er ook bezorgdheid. Met de komst van veel digitale technologie werd internetfraude eenvoudiger, en roept massasurveillance vragen op over burger- en mensenrechten. Ook internetcensuur en betrouwbaarheid van informatie speelt een steeds grotere rol.